# Agustín de Eyzaguirre
Agustín Manuel de Eyzaguirre Arechavala (Santiago, 3 de mayo de 1768-Calera de Tango, 19 de julio de 1837) fue un comerciante y político chileno. Se convirtió en una figura importante en el proceso de emancipación y organización de Chile, siendo uno de los principales impulsores de la instalación de la Primera Junta Nacional de Gobierno el 18 de septiembre de 1810.
Desempeñó los cargos de presidente de la Junta Nacional de Gobierno (11 de enero-7 de marzo de 1814) y de la Junta Gubernativa de 1823 (28 de enero-29 de marzo de 1823) y, tras la renuncia del presidente Manuel Blanco Encalada, ejerció la vicepresidencia (9 de julio-9 de septiembre de 1826) y la vicepresidencia interina de Chile (9 de septiembre de 1826-25 de enero de 1827).

## Vida privada

### Familia
Sus padres fueron el vasco Domingo de Eyzaguirre Escutusolo-Gandiaga (Marquina-Jemein, Vizcaya, 1724) y María Rosa de Arechavala y Alday —sobrina del sacerdote Manuel de Alday y Aspée—. Sus hermanos fueron Manuela Antonia de los Dolores, Teresa Petronila Dolores, Miguel (1767-1821), Domingo, José Ignacio y José Alejo.

### Estudios
A temprana edad entró a una de las mejores escuelas que había en Santiago, y allí aprendió lectura, escritura y elementos de aritmética. Posteriormente, ingresó al Seminario Conciliar Colegio Azul, donde estuvo nueve años, pues pensó tener vocación sacerdotal, y se recibió dos años más tarde de la primera tonsura y órdenes menores. En el seminario estudió latín, filosofía y teología. Realizó estudios de cánones y leyes en la Real Universidad de San Felipe y, luego, teología; sin embargo, a los 23 años, desistió de su orientación religiosa.

### Matrimonio e hijos
En la catedral de Santiago el 13 de septiembre de 1808, contrajo matrimonio con María Teresa de Larraín y Guzmán-Peralta (1785-1828), con quien tuvo diez hijos: Juana Josefa, Ignacia, José Agustín, José Dositeo, Rita, José María, Juan Félix, José Primitivo, Virginia y Luisa Estefanía Eyzaguirre y Larraín.

## Vida pública

### Comercio
Se dedicó a la agricultura en la hacienda de su padre y más tarde en otras que tomó en arriendo. Por esa época, también ingresó al mundo del comercio. Desarrolló ambas actividades durante toda su vida y construyó una considerable fortuna.
Su red de negocios llegó a ser extensa: comenzaba en Londres, donde se había radicado su amigo Joaquín Ruiz de Alcedo, continuaba en Cádiz, donde mantenía contactos con los hermanos Errázuriz Aldunate; y terminaba en Buenos Aires y en Mendoza, donde los comerciales Ezcurrua y Soza eran agentes suyos. Debió enfrentar el bloqueo napoleónico que le causó muchos problemas y, tras la Reconquista española, debió reestructurar sus negocios y cimentar un nuevo proyecto en 1817, la llamada «Compañía de Calcuta».

### Actuación durante la independencia
En 1810 fue elegido alcalde del cabildo de Santiago. Desde tal posición, encabezó la resistencia de los vecinos de la capital contra los atropellos cometidos por el gobernador real de Chile Francisco Antonio García Carrasco hasta conseguir su renuncia el 16 de julio de 1810.
Promotor de la Primera Junta Nacional de Gobierno en septiembre de 1810, al convocarse a elecciones para un Congreso Nacional en 1811, intervino notoriamente a favor del llamado «grupo moderado», al que él pertenecía, y que estaba representado por el cabildo, en contraposición al «grupo exaltado» de Juan Martínez de Rozas y la junta de Gobierno. Su estrategia dio resultado y el grupo moderado obtuvo mayoría en el congreso, siendo electo el mismo Eyzaguirre diputado por Santiago, aunque al poco tiempo presentó su renuncia, que fue rechazada. Con el golpe de estado del 4 de septiembre de 1811, llevado a cabo por José Miguel Carrera, el grupo moderado quedó totalmente fuera del fuego político. Eyzaguirre fue expulsado del Congreso a expresa petición de Carrera, tanto por su postura política y su supuesta apariencia de godo como por la necesidad de reducir a seis el número de diputados por Santiago. Entonces, Eyzaguirre se retiró a la vida privada.
Salió de la vida privada debido a la invasión del territorio chileno por parte del general realista Antonio Pareja a comienzos de 1813. Al tener la necesidad de combatir contra los realistas, Carrera dejó el mando en manos de una Junta Gubernativa (13 de abril de 1813-7 de marzo de 1814) compuesta por José Miguel Infante, Francisco Antonio Pérez y Agustín de Eyzaguirre. Las primeras medidas del nuevo gobierno tuvieron por objeto solucionar del mejor modo posible las necesidades de la guerra. Excitó el espíritu público de los ciudadanos, promovió donativos voluntarios para subvenir los gastos extraordinarios, levantó batallones y proveyó de municiones y víveres al ejército. La importancia de lo militar no significó que se dejaran de lado otras medidas destinadas a la construcción de Chile, como la declaración de la libertad de prensa, la fundación de la Biblioteca Nacional y del Instituto Nacional. El 7 de marzo, al cabo de once meses, Infante, Pérez y Eyzaguirre cesaron en sus funciones gubernamentales y recibieron un voto de gracia de la nación por sus desvelos.
Todas estas actividades le valieron, tras la derrota en Rancagua de las armas chilenas y la reinstauración del dominio español el 2 de octubre de 1814, ser apresado por las fuerzas realistas y confinado en prisión a la isla Juan Fernández. En una carta dirigida a su esposa María Teresa de Larraín y Guzmán-Peralta, entrega un testimonio de su reclusión:

Ya llevo quince meses de presidio sin las comodidades en que he sido educado. Aquí padece el cuerpo con toda especie de males; sufre la falta de vivienda que toda es un rancho o choza inmunda, lleno de agujeros por todas partes; se llueve como afuera, a pesar de haberla techado y costado por cien pesos. Para poder dormir sin mojarse es preciso poner un cuero en el techo [...] la infinidad de ratones le roen la paja y al poco tiempo de puesta está consumida por ellos [...].

Su esposa realizó gestiones a través de su cuñado, el abogado Miguel de Eyzaguirre Arechavala (1767-1821), en Perú y del agente en la corte Manuel Antonio de Echevarría para obtener la libertad de su esposo. A pesar de que una real cédula otorgó a los confinados el perdón, el gobernador Casimiro Marcó del Pont suspendió su aplicación, por lo que la liberación de Eyzaguirre y el resto de los patriotas debió esperar a la victoria del ejército libertador en Chacabuco, el 12 de febrero de 1817.

### Junta Gubernativa de 1823

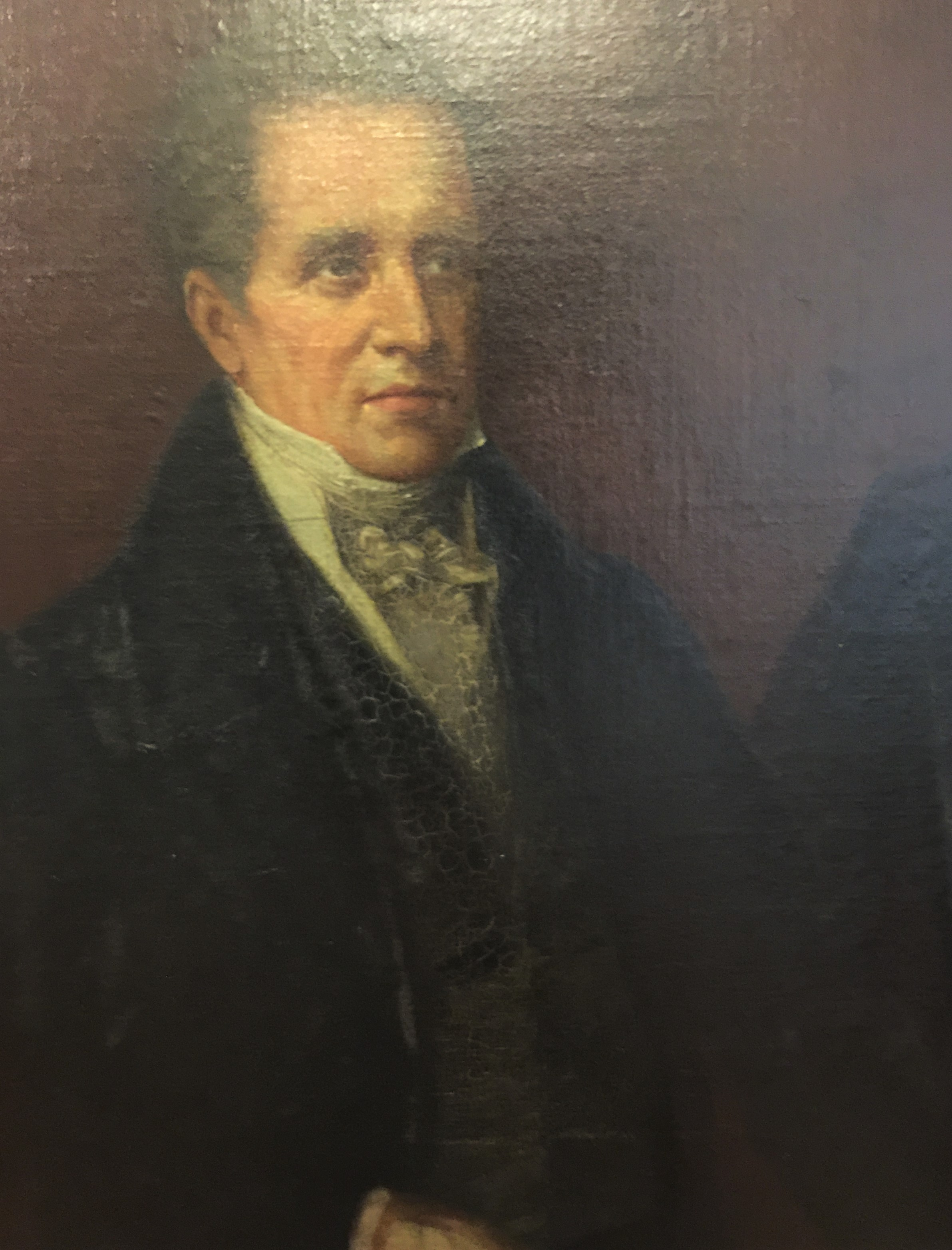
Agustín de Eyzaguirre, óleo de Manuel Antonio Caro

Durante el gobierno de Bernardo O'Higgins, se mantuvo alejado de la actividad política y se concentró en sus actividades económicas, principalmente en la Compañía de Calcuta, fundada en 1817, que pretendía contactos mercantiles con los países asiáticos, proyecto que desembocó en un fracaso.
Luego de la abdicación de O'Higgins, ocurrida el 28 de enero de 1823, se creó una Junta Gubernativa a la que Eyzaguirre perteneció y fue presidente, junto con Fernando Errázuriz y José Miguel Infante. El primer decreto de la junta, del 29 de enero, fue el nombramiento de nuevos ministros de Estado. Ese mismo día se decretó «concluidas las desavenencias interiores de las provincias y restablecida su libre comunicación y comercio», pero la situación en el país distaba de ser apacible. Las fuerzas colectivas reunidas en nombre de la asamblea de Coquimbo habían avanzado hasta el río Aconcagua y sido fácilmente disueltas. Sin embargo, la asamblea provincial quiso conservar su existencia y autonomía hasta la formación de un nuevo congreso constituyente. En Rancagua se mantenían fuerzas acuarteladas, bajo el mando de José Joaquín Prieto, que estaban dispuestas a sostener el gobierno de O'Higgins. En los distritos de San Fernando y Curicó, bandas de gente armada amenazaban a las autoridades proclamando la revolución contra el gobierno de Santiago. El principal peligro de la junta era que se encontraba indemne ante las pretensiones de Concepción, apoyadas por Ramón Freire y su ejército, que tras conocer el cambio de gobierno, se negaron a reconocer a la nueva junta. Pretendían instalar una nueva junta, con representantes de las tres grandes provincias del Estado que convocase a un congreso nacional.
O'Higgins había decidido dejar el país y trasladarse a Perú. Freire, llegado a Valparaíso desde el sur, lo hizo arrestar para que respondiera por los actos de su gobierno. Al enterarse, la junta intentó parlamentar enviando como delegado a Joaquín Campiño. Sin llegar a un acuerdo completo, Freire le anunció a Campiño que se pondría en marcha con sus tropas hacia la capital, y que fácilmente llegaría a un acuerdo definitivo con la Junta Gubernativa. Aunque alarmada, la junta no se desesperó y el 17 de febrero invitó a pasar a Santiago a Freire, quien envió a dos de sus hombres a parlamentar. De las discusiones se convino en que la provincia de Santiago formaría una asamblea provincial, como las de Concepción y Coquimbo, y que las tres representadas en un congreso de plenipotenciarios harían la designación del gobierno provisorio que convocase a elecciones.
El clima de tensión y batallas se extendió al campo del periodismo, donde surgieron varios periódicos de batalla: El Tizón Republicano, El Clamor de la Patria, El Imparcial, El Corresponsal del Imparcial, El Interrogante y El Respondente, y numerosos folletos y hojas sueltas que se dedicaban a atacar o a defender al gobierno caído y a la junta, además de atacarse entre ellos mismos.
Las elecciones para reunir la asamblea provincial de Santiago se iniciaron el 9 de marzo y realizó su apertura solemne el 29. Ese día la junta dejó el mando después de dar lectura a un discurso por parte de su secretario Mariano Egaña, que daba cuenta de la situación crítica del país y la necesidad de restablecer la concordia.
Entre la labor administrativa de la junta, cabe mencionar la amnistía otorgada a todos los reos políticos, la creación del Boletín de las Leyes, el restablecimiento de la Academia de práctica forense, y el permiso de sembrar y vender libremente tabaco en el país. Tras el fin de la junta, Eyzaguirre siguió activo políticamente al ser electo diputado y senador en 1825 y 1826, hasta que fue elegido vicepresidente de la república por el Congreso Nacional el 8 de julio de 1826, por 20 votos contra 15 de Francisco Antonio Pinto.

### Gobierno

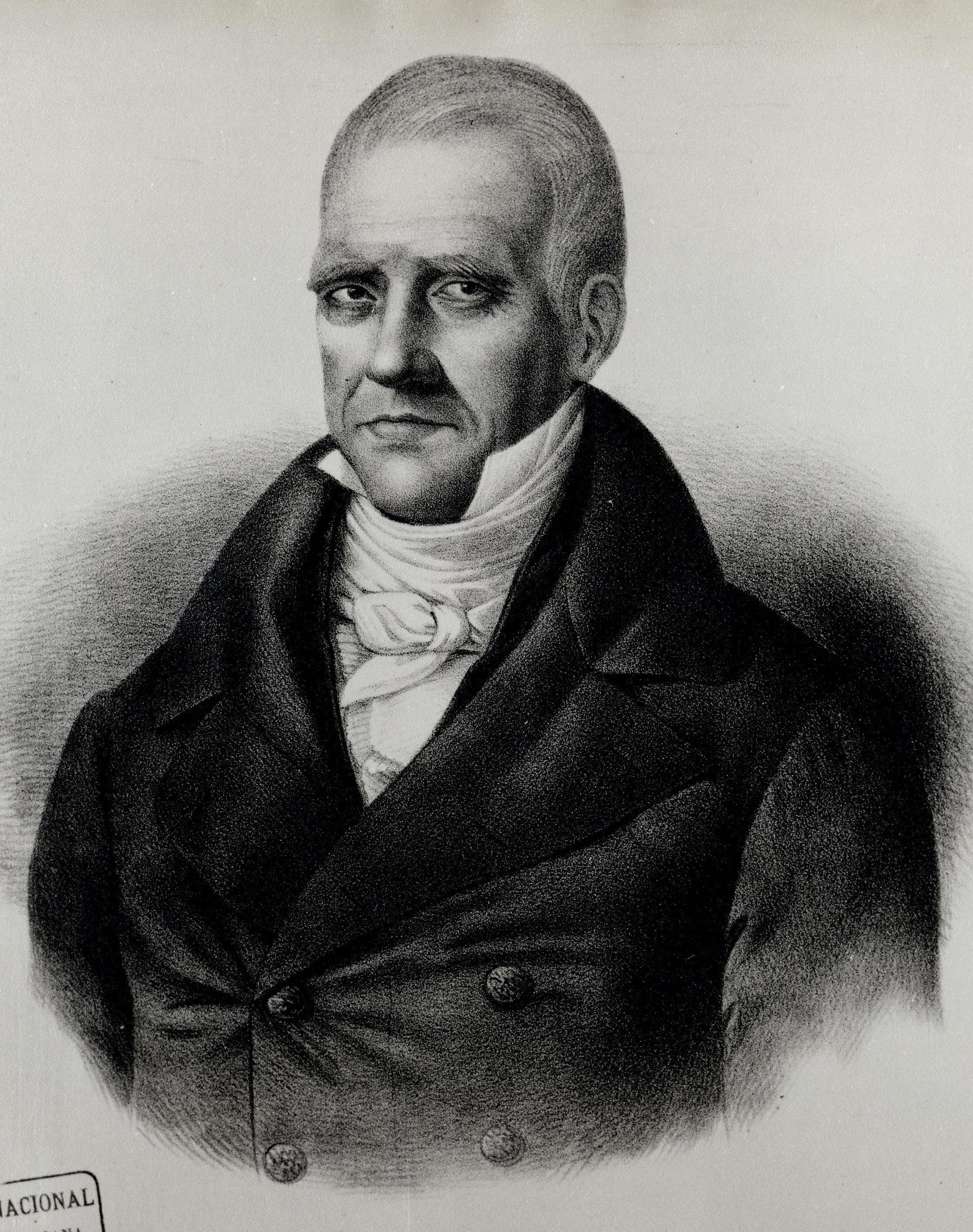
Agustín de Eyzaguirre

Tras la renuncia del presidente Manuel Blanco Encalada el 9 de septiembre de 1826, debió asumir el mando como vicepresidente interino, tocándole resolver una situación política y presupuestaria de gran complejidad:
- Financieramente, y habiendo fracasado el estanco del tabaco que estaba en manos de Diego Portales, la hacienda pública pasaba por un periodo de grave desfinanciación pues el desbarajuste administrativo, producido desde la abdicación de Bernardo O'Higgins, impedía cobrar correctamente las contribuciones, imposibilitando, por tanto, el pago al ejército o a los empleados civiles más indispensables.[14]
- Militarmente, su gobierno se inició con una sangrienta sofocación de una conjura realista en Chiloé que pretendía restaurar el dominio realista. Los retrasos en los pagos provocaron diversos  motines. A ello se sumó la actuación de los hermanos Pincheira, célebres bandoleros de la época, que arrasaban el centro y sur de Chile.[14]
- Políticamente, durante su vicepresidencia se continuó con el llamado «ensayo federalista», cuyo principal impulsor era el diputado José Miguel Infante. Sus resultados fueron más bien negativos, creando discordias entre las provincias: la provincia de Concepción, cuna del federalismo, se negaba a aplicarlo; la ciudad de Chillán exigía el rango de capital de la provincia de Concepción, y Talca y Valparaíso pretendían que se las considerara como provincias independientes.[14]

#### Gabinete ministerial
Como consecuencia de la confusa situación política del país, el 24 de enero de 1827 el coronel Enrique Campino —asociado con su hermano Joaquín y con José María Novoa, exministro de Guerra y Marina de Ramón Freire— dio un golpe de Estado, llamado «sublevación de Campino», que pretendía reemplazar a Eyzaguirre por el general Francisco Antonio Pinto, quedando el mismo Campino como vicepresidente. El día 25 se depuso a Eyzaguirre, quien aceptó el curso de los hechos y consideró terminado su interinato. Tras la derrota del movimiento de Campino, el 15 de febrero siguiente asumieron Freire como presidente y Pinto como vicepresidente.
Eyzaguirre describió así el resultado de su gobierno:

El resultado ha sido que en mi cuadrimestre desgraciado se restableció el instituto anulado, se nombró rector al de Concepción para restablecerlo, se dieron fondos para el de Coquimbo, se previno la devastación de Pincheira y de los bárbaros del sur. Este uno no habréis oído, «se degollaron tantos a cada correo, se robaron tantos millares de ganado»; el labrador de Concepción y del Maule han cosechado tranquilos; ha sido vencido el enemigo al primer encuentro, y se le tenía en el último aprieto según las últimas comunicaciones, cuyos resultados pueden saberse por momentos; el crédito ha subido desde el 60 de pérdida al 15, un 45 por ciento; están preparadas las bases de los tratados con el Perú, que deben reparar la agricultura, el comercio y la navegación de ambos países; las del resguardo y aduana examinadas, y propuestas las economías; restablecido el almacén de tránsito bajo la mano fiscal; pagado el ejército de los vencidos en mi tiempo y de mucha parte de los atrasados en que lo encontré; quedaron en cajas 138,000 pesos en vales, que con lo corrido hasta aquella fecha debían subir a más de 160,000; en pagarés de aduana en Valparaíso más de 200,000, según avisos de su administrador. Pronunciad sin que oigáis alegaciones indignas de la magistratura que ejercí y de mi carácter, y concluiré con el héroe griego: No tengo victorias que ofreceros, y al cabo los triunfos son la obra de la fortuna y del valor del soldado. Solo os ofrezco y recibo el placer de no haber hecho verter lágrimas a ningún chileno.

La vicepresidencia interina fue su última actuación en la vida pública; se retiró a su hacienda en Calera de Tango, donde murió el 19 de julio de 1837.

## Reconocimiento
Tras la muerte de Eyzaguirre, su patriotismo fue prontamente reconocido por el Congreso Nacional. Por ley del 8 de agosto de 1837, se dispuso que su retrato, costeado por el tesoro público, se colocase «en la sala en que se reúnen las dos cámaras para su solemne apertura» y que se erigiera en su memoria un monumento en que se grabara la inscripción siguiente:

El Congreso Nacional por decreto de 8 de agosto de 1837, mandó a erigir este monumento a la memoria de D. Agustín Eyzaguirre, uno de los primeros y más esforzados defensores de la independencia de Chile; en testimonio de veneración y gratitud a sus virtudes y eminentes servicios.